# Оксиетилцелюлоза
О́ксиети́лцелюло́за (рос. оксиэтилцеллюлоза; англ. oxyethylcellulose; нім. Hydroxyäthylzellulose f, veraltet Oxäthylzellulose f) — полігліколеві етери целюлози.
Порошкоподібний або волокнистий продукт білого кольору, розчинний у воді.
Водні розчини мають високу в'язкість. Оксиетилцелюлоза у воді діє як поверхнево-активна речовина.
Застосування:
- як загусник водно-змульсійних фарб;
- як стабілізатор і емульгатор в сумішах розчинів, зокрема бетонних;
- пластифікатор у виробництві керамічних виробів.